# Benavídez

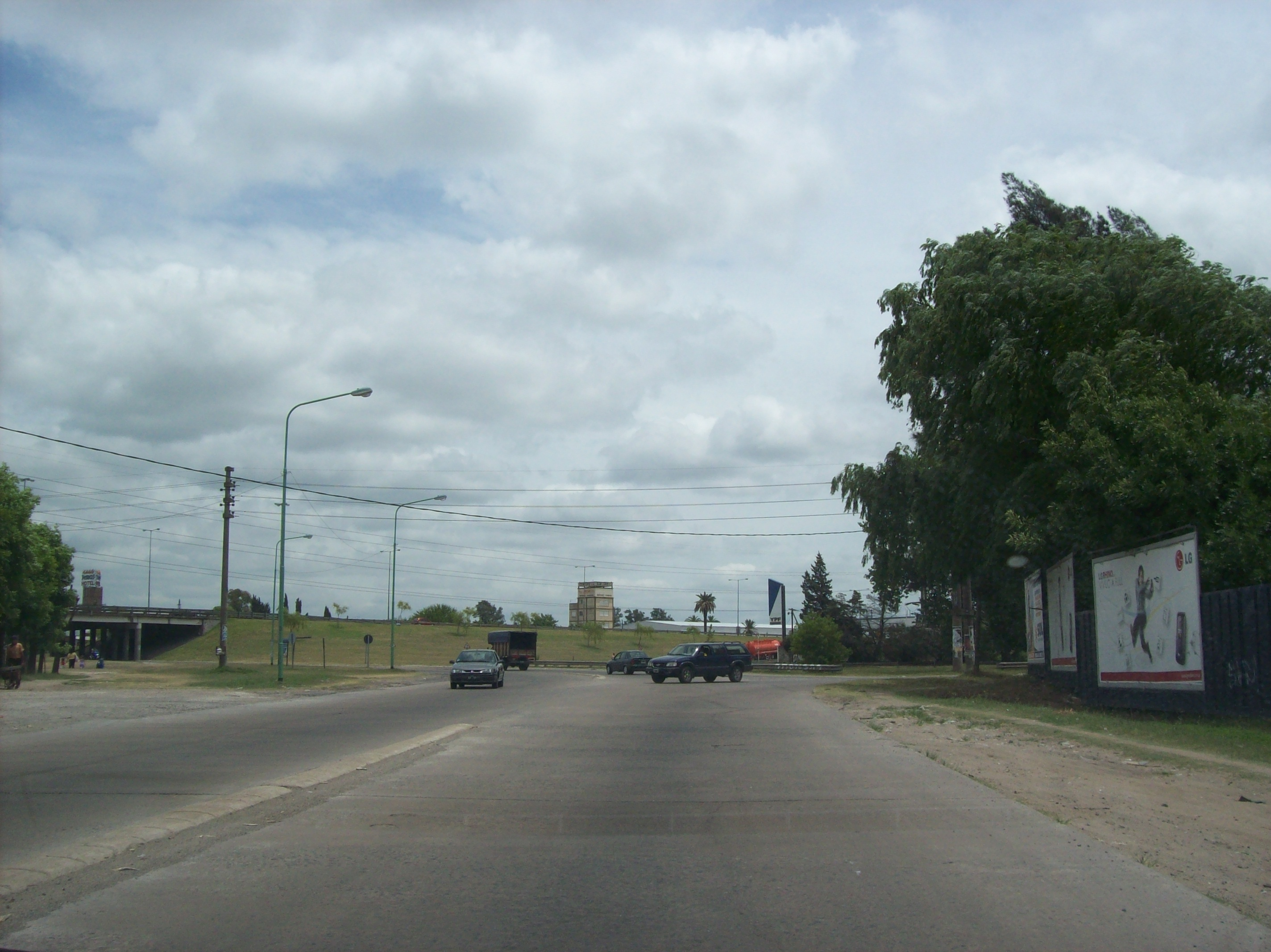
Acceso Norte visto desde la avenida Juan Bautista Alberdi.

Benavídez es una ciudad argentina ubicada en el partido-municipio de Tigre, ubicada en la zona norte del área metropolitana de Buenos Aires.

## Barrios
En 1929 se realizó el primer remate de estas tierras.
El sector residencial de este municipio se denomina Residencial de Tigre.
Se divide en diferentes barrios:
- Ojo de Agua
- Los Olmos
- Las Casitas
- El Prado
- Esperanza
- Don Bosco
- El Progreso
- El Arco
- El Claro
- San Vicente
- San Patricio
- San Lucas
- Barrio IRSA
- Altos de Benavídez
- Complejo Villanueva
- Barrio La Mascota
- Lomas de Benavídez
- La Bota
- Villa Bertha

## Comerciales
Benavídez se caracteriza por tener un gran sector de casas-quintas y barrios privados donde viven sectores económicos medios altos y altos. Posee un centro comercial ubicado sobre la Avenida Alvear entre Maraboto y Gral. Pacheco. En el centro comercial se pueden encontrar supermercados, tiendas de ropa, librerías, bazares, ferreterías, vidrierías, etc.

## Deportes
En Benavidez se encuentra el Club Newman, en un country homónimo, famoso por su equipo de rugby. Entre otros countries se encuentran Villa Bertha, Las Glorias, o los del complejo Villanueva: San Rafael, San Gabriel, San Francisco, Santa Clara, Santa Catalina, San Pedro, Vila Vela, San Agustín, Santa Teresa, San Marcos, San Carlos, San Pablo, San Benito, Santa Ana, Casas de Santa Ana, Casas de Santa María y Casas de San Patricio.
También se encontraría el Club 12 De Octubre ubicado en Belgrano 2600, donde se pueden realizar diferentes actividades como básquet, futsal, patín, etc.

## Geografía

### Ubicación
Cuenta con acceso directo a la Ciudad de Buenos Aires por la línea General Mitre del Ferrocarril General Mitre de la red ferroviaria argentina a través de la Estación Benavídez, así como por la Autopista Pascual Palazzo (Carretera Panamericana).
Limita con localidades como Garín, Ingeniero Maschwitz, Dique Luján, Tigre, General Pacheco.

## Tecnología
La Estación Terrena Benavídez es el centro de operaciones de ARSAT que se encarga del control de los satélites de la empresa y del envío y recepción de señales.

## Parroquias de la Iglesia católica en Benavídez
| Diócesis  | San Isidro                |
| --------- | ------------------------- |
| Parroquia | Nuestra Señora del Carmen |

Además de la Parroquia Nuestra Señora del Carmen, ubicada en el centro sobre la calle Jujuy y la Avenida Alvear frente a la Plaza San Martín, hay varias capillas que dependen de ella: Nuestra Señora de Itatí (en barrio El Progreso), Capilla San Cayetano (en el barrio El Arco), Capilla Santa María de la Esperanza, San Agustín, Capilla San Antonio, María Salud de los Enfermos, y Vicaria Santa Elena (casa de retiros y convivencias Cura Brochero).
Hay además en Benavidez una casa de las hermanas [Misioneras de la Caridad], fundadas por Santa Teresa de Calcuta, y una sede del Patronato de la Infancia, que cuenta con la capilla Nuestra Señora de Loreto. A su vez, en el barrio San Benito, en el complejo Villanueva, funciona la capilla San Juan de Luz, dependiente del colegio Sedes Sapientiae